# Amt Breitenfelde
Het Amt Breitenfelde is een Amt in de Duitse deelstaat Sleeswijk-Holstein. Het omvat elf gemeenten in de Kreis Hertogdom Lauenburg. Het Amt vormt een Verwaltungsgemeinschaft met de stad Mölln, die ook het bestuur voor het Amt uitvoert.

## Deelnemende gemeenten
1. Alt Mölln
2. Bälau
3. Borstorf
4. Breitenfelde
5. Grambek
6. Hornbek
7. Lehmrade
8. Niendorf/ Stecknitz
9. Schretstaken
10. Talkau
11. Woltersdorf